# Ctenochira gillettei
Ctenochira gillettei là một loài tò vò trong họ Ichneumonidae.